# Piletosoma chaquimayalis
Piletosoma chaquimayalis is een vlinder van de familie van de grasmotten (Crambidae). De wetenschappelijke naam van deze soort is voor het eerst voorgesteld door William Schaus in een publicatie uit 1924.
De soort komt voor in Peru.